# Sárkány Imre
Sárkány Imre (Kaskantyú puszta, 1854. november 24. – Gödöllő, 1940. február 2.) evangélikus főgimnáziumi tanár, író. 

## Életútja
Szülei Sárkány János közbirtokos és Hajnóczy Janka (édesanyja a Martinovics-féle összeesküvésben részes Hajnóczy József rokonságából származott). Középiskoláit az aszódi algimnáziumban, valamint a szarvasi és iglói főgimnáziumokban végezte. 1872-től 1875-ig a budapesti egyetemen a történelem-földrajzi szaktárgyakat hallgatta, majd egy évig a gyakorlógimnáziumban dolgozott mint tanárjelölt. Ezután nevelő volt báró Nyáry Jánosnál Gömörjánosiban. 1879-ben nyert tanári oklevelet. 
1880-tól mint gimnáziumi tanár működött, előbb Aszódon, majd a rimaszombati egyesült protestáns főgimnáziumban. A kishonti esperességi gyámintézet és a rimaszombati evangélikus egyház jegyzője, a budapesti gyorsírászati egylet levelező tagja és az ifjúsági gyámintézet elnöke volt. 1897-ben Szarvasra hívták meg szintén főgimnáziumi tanárnak, ahol 1912-ig tanított. 
Ideg- és gyomorbaja miatt 1912-ben nyugdíjba vonult és innentől fogva olvasgatva és verselgetve visszavonultságban élt Szarvason, ahonnan 1927 májusában Rákosligetre költözött. Már diák korában kezdett el foglalkozni a versírással. Versei eleinte a szerkesztőségek papírkosaraiban végezték, később azonban mégis nyilvánosság elé kerültek. Írt a Gömör és Kishontba, az Ország-Világba (1901-1906), a Békésmegyei Közlönybe, a Szarvasi Hírlapba, további cikkei megjelentek a rimaszombati egyesült protestáns főgimnázium Értesítőjében (1887. Alkotmányunk 1848-iki reformjáról, 1889. Párhuzamos vonások a magyar és a nagy franczia forradalomban, 1896. Egy pillantás ezeréves küzdelmünkre); a Gömör-Kishontban (1887-1889. Tárcacikkek és történelmi könyvismertetések). 
Ünnepélyeken és esélyeken számos értekezést tartott. Rendes tagja volt a kaposvári Berzsényi Társaságnak, amelynek balladapályázatán a Tisza István végzete és Az utolsó álomkép c. elbeszélő költeményeiért elismeréssel tüntették ki.

## Művei
- Magyarország történetének főeseményei. Segédfüzet a magyar történelem tanításához. Rimaszombat, 1889.
- Az osgyáni ág. h. ev. egyházmegyei nemzeti gymnasium története. Rimaszombat, 1897. (Különnyomat a rimaszombati főgimnázium Értesítőjéből és Bodor István: A rimaszombati egyesült protestáns főgymnasium története. Rimaszombat, 1899. c. munkának második része.)

## Kéziratban lévő művei
- Két magyar Prometheus. Képek Széchenyi István gróf és Kossuth Lajos nemzeti küzdelmeiből.
- Éljen a feminizmus! (Kisvárosi színjáték 3 felvonásban)
- Két tűz között. (Elbeszélés a magyar nemzet kettészakadása korából 1526-1541.)
- Gaius Grachus. (Történelmi tragédia 5 felvonásban)

Ezen műveit mind nyugdíjas korában írta.